# Banda de Música de la Cruz Roja
La Banda de Música de la Cruz Roja es una agrupación musical ubicada en Sevilla (España), fue fundada en el año 1937. Realiza el acompañamiento musical de diferentes procesiones en la Semana Santa de Sevilla y su provincia. 

## Historia
Originalmente fue la Banda de Música del Regimiento de Ingenieros (1937-1947), siendo su primer director Manuel Borrego Hernández, autor de la música de numerosas marchas procesionales. En el periodo comprendido entre 1948 y 1953 pasó a llamarse  Sociedad Filarmónica Hispalense, en 1963 se integró en la Brigada de Tropas de Socorro número 40 de la Cruz Roja, adoptando su nombre actual. Entre los años  1977 y 1982 tuvo su sede en dependencias de la Hermandad de la Hiniesta (Sevilla), pasando a llamarse Banda de Música Virgen de la Hiniesta, en el año 1983 recuperó su nombre de Banda de la Cruz Roja con el que continúa hasta la actualidad (2025).

## Trayectoria
A lo largo de su historia ha realizado el acompañamiento musical de numerosas hermandades, entre ellas la Hermandad de la Milagrosa, la Hermandad de San Roque (Sevilla), la Hermandad de la Hiniesta (Sevilla) y la Hermandad de Monte-Sión.

## Discografía
- Marchas procesionales en Sevilla (1982).
- El calvario de un artista (2006). Dedicado a Manuel López Farfán.
- Renacimiento (2017).[7]
- Alma (2022). Incluye la música de 15 marchas procesionales de diferentes autores.
- Herencia (2024). Disco monográfico dedicado a la obra de Manuel Borrego.

## Directores
- Manuel Borrego Hernández.
- Enrique García Muñoz.
- José Ignacio Cansino González.